# イェルク・ハイダー
イェルク・ハイダー（Jörg Haider[ˈjœɐ̯k ˈhaɪdɐ]、1950年1月26日 - 2008年10月11日）は、オーストリアの政治家。オーストリア自由党元党首。ケルンテン州首相。
多くの欧州右翼政治家と同様、移民への厳しい態度で知られた。ナチスの政策を賞賛する発言でたびたび物議を醸し、政敵を攻撃する時は姓ではなく名を用い、医学用語や軍事用語を頻繁に口に出した。

## 来歴

### 生い立ち
ハイダーの父ロベルトはオーストリア・ナチス (en) の党員で、1933年にドルフース政権下でのナチス取締まりを逃れてドイツ・バイエルン州に亡命した。その後突撃隊の隊員となり、ドイツ国防軍にて兵役を務める。1938年のアンシュルスと共にオーストリアに戻った。第二次世界大戦が始まると東部戦線で兵士として戦い、負傷した。その後軍を除隊し、教師でオーストリアにおけるドイツ少女団の指導者だった女性ルップと結婚した。戦後は、2人とも熱心なナチズム信奉者であったため公職追放を受けた。
このように筋金入りのナチだった両親の間に、ハイダーは1950年、オーストリア・オーバーエスターライヒ州バートゴイゼルで生まれる。1968年にオーバーエスタライヒ州自由党青年部のリーダーとなり、ウィーン大学で法学博士を取得する。

### 政界
1976年に自由党ナショナル派の拠点であったケルンテン州に移住する。1979年からは国民議会議員となり、1983年以降オーストリア自由党ケルンテン州党首を務めた。1986年9月の党大会において現職党首を破り、新党首に選出された。党首に就任したハイダーは党内の有力者とリベラル派を排除して、事実上の「ハイダー党」とした。ハイダー指導下のオーストリア自由党の政策は新保守主義（新自由主義）路線であり、特に公的セクターの民営化を強調した。
1999年の総選挙では選挙前の分裂にもかかわらず、自由党を第2党という大躍進へと導き、オーストリア国民党との連立政権を樹立した。しかし、当時左派政権の多かった他の欧州諸国が自由党の政権入りに猛反発し制裁に踏み切ったため、混乱の責任を取り2000年に党首を辞任した。
その後しばらくは国政から遠ざかっていたが、2005年4月に自由党内の対立を理由に離党し、新党オーストリア未来同盟を結成、その党首に就任した。2008年9月、大連立崩壊による総選挙では得票率11%、21議席と大幅に躍進し、同じく右翼政党でかつて所属した自由党と合わせて3割の議席を得た。

### 突然の死
2008年10月11日、母の誕生日パーティーに公用車で向かう途中、クラーゲンフルト近郊にて交通事故のため急死した。58歳。オーストリア未来同盟の議席を3倍に増やしてからわずか13日後のことであった。
事故原因については、飲酒運転とされている。連邦警察の調査によれば、血中アルコール濃度が法定限度の3倍以上で、運転速度も法定速度の2倍を超える時速142kmだったという。元々ハイダーは酒をあまり飲まなかったため、当初は一部メディアから暗殺説も囁かれたが、事故の直前にバーで飲酒していたことが明らかになり、最終的に事件性はなかったと結論付けられた。
現職州首相の死去であったため、葬儀は州葬によってなされた。

### 死後
存命時代に約4500万ユーロ（約50億円）もの資産を、秘密裏にタックス・ヘイヴンとして知られるリヒテンシュタインの銀行口座に隠し持っていたことが2010年に明らかになった。また、ハイダーがイラクのサッダーム・フセインとリビアのモアンマル・カダフィから送金を受けたことを記す日記が2010年に発見された。ハイダーはイラク戦争の直前にバグダードを訪問し、フセインと会談している。

## 私生活
過去には少年愛者であるとの報道もなされたが、関係者は否定している。また、同性愛者だったのではないかとの報道もある。

## その他
俳優、政治家で後のカリフォルニア州知事であるアーノルド・シュワルツェネッガーは2000年2月の取材で、ハイダーを「私自身も移民として、反移民発言をする人には腹を立てるし、ハイダー氏のような発言をする人には何の罪もないというのが私の意見だ。」「私はこれまで彼を支持したことがなかったし、今も支持していない。オーストリアがこの問題を乗り越える方法を見つけてくれることを期待している。オーストリア生まれとして、私たちがこれまでに努力してきたすべての進歩にもかかわらず、とても残念に思っている。」と反移民発言を批判している。